# Улица Геннадия Афанасьева (Киев)
Улица Геннадия Афанасьева (укр. Вулиця Геннадія Афанасьєва) — улица в Дарницком районе города Киева, местность Новая Дарница. Пролегает от Симферопольской до Бориспольской улицы.
Приобщаются улицы Юрия Пасхалина, Ялтинская, Севастопольская и Санаторная.

## История
Улица возникла в начале XX века, имела название Феодосивская. В 1920-х годах получила название (3-я) улица Котовского, в честь советского военного деятеля Григория Котовского. В 1941-1943 годах — Средняя. Современное название в честь белорусского партизана Константина Заслонова — с 1955 года.

## Достопримечательности
Дворец культуры «Дарница» (улица Геннадия Афанасьева, 18) является памятником архитектуры местного значения.

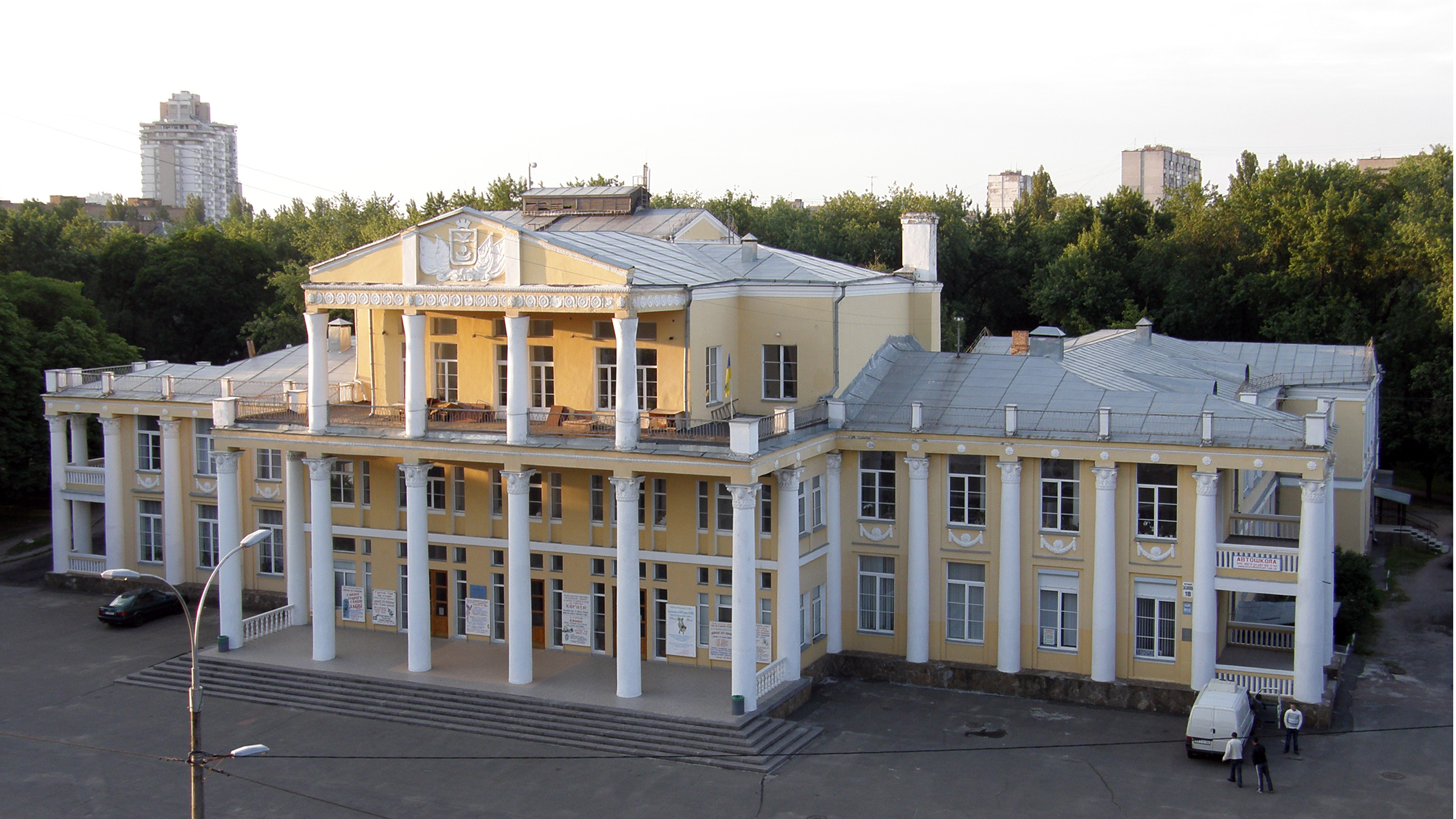
Дворец культуры «Дарница»
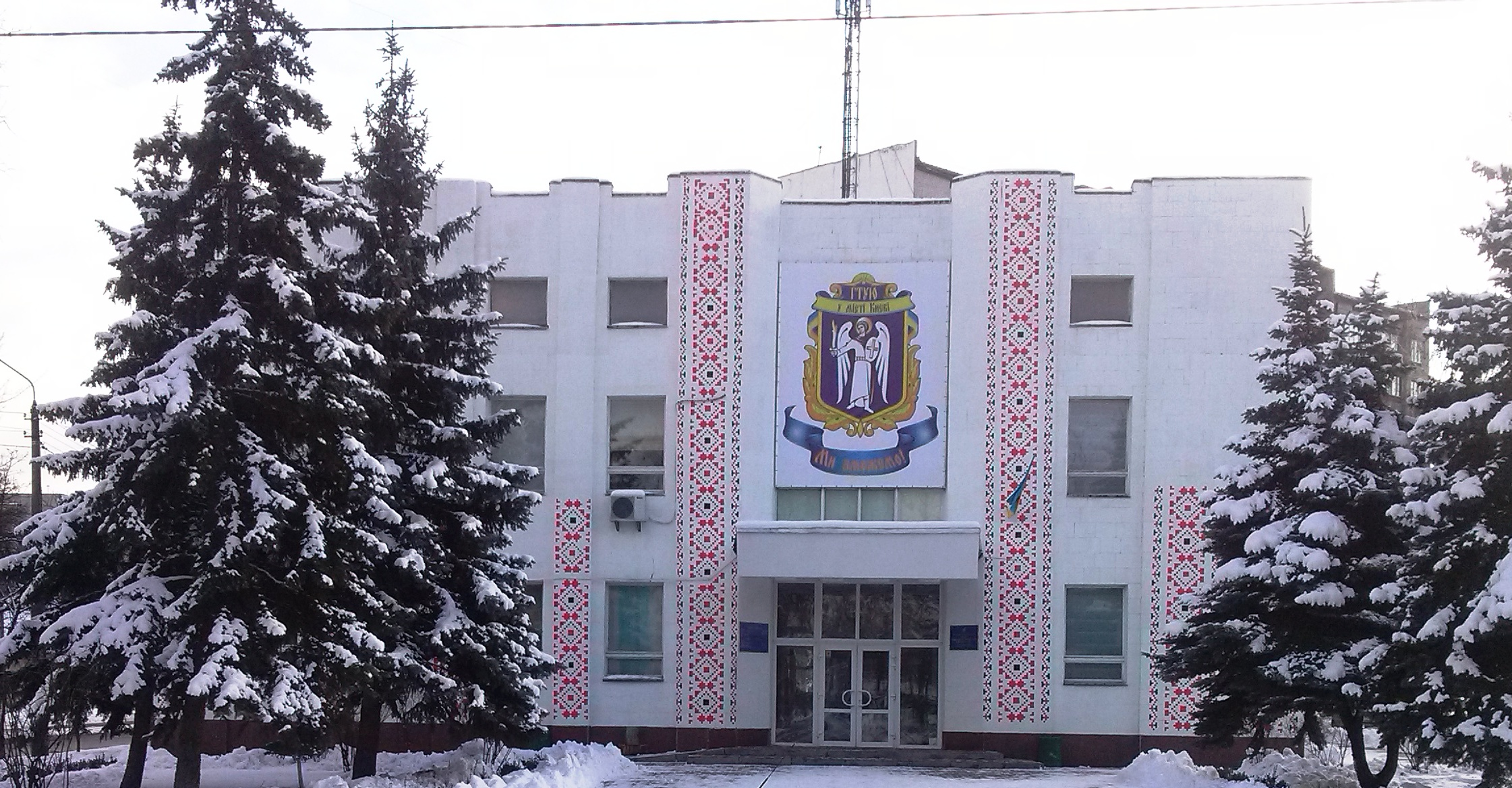
РАГС Дарницкого района